# Louis Trousselier
Louis Auguste Trousselier, född den 29 juni 1881 i Paris, död den 24 april 1939 på samma plats, var en fransk landsvägscyklist som var professionell från 1901 till 1914. Hans främsta meriter var totalsegern i Tour de France 1905, samt en seger i vardera Paris–Roubaix (1905) och Bordeaux–Paris (1908). Som amatör representerade han Frankrike vid Olympiska spelen i Paris 1900, där han deltog i 25-kilometerslopp (oplacerad) och poänglopp (bronsmedalj).
Vid första världskrigets utbrott 1914 upphörde också cykeltävlingarna i Frankrike, Trousselier blev därtil inkallad (tjänstgjorde som motorcyklist) och efter krigsslutet tog han över familjens blomsteraffär.
Brodern André Trousselier vann Liège-Bastogne-Liège 1908.

## Meriter
| 1900 3:a i poänglopp vid Olympiska spelen 1902 Vinnare av Paris–Rennes Vinnare av Toulouse–Luchon–Toulouse 1903 3:a i Paris–Roubaix 1905 Vinnare totalt av Tour de France Vinnare av etapperna 1, 3, 5, 7 och 9 Vinnare av Paris–Roubaix Vinnare av Paris–Valenciennes Vinnare av Bryssel–Paris 6:a i Bol d'Or 1906 Vinnare av Paris–Tourcoing 2:a i Paris–Tours 2:a i Bol d'Or 3:a totalt i Tour de France Vinnare av etapperna 7, 9, 10 och 11 3:a i Bordeaux–Paris 4:a i Paris–Roubaix 1907 Vinnare av etapperna 1 och 2 i Tour de France 3:a i Paris–Roubaix 3:a i linjelopp vid Franska mästerskapen | 1908 Vinnare av Bordeaux–Paris 2:a i linjelopp vid Franska mästerskapen 3:a i Paris–Bryssel 5:a i Paris–Roubaix 5:a i Milano–Sanremo 1909 2:a i Paris–Roubaix 2:a i Bordeaux–Paris 3:a i Lombardiet runt 9:a totalt i Tour de France Vinnare av etapp 11 1910 Vinnare av etapp 12 i Tour de France 2:a i Bordeaux–Paris 2:a i Paris–Tours 9:a i Paris–Bryssel 1911 2:a i Milano–Sanremo 1912 4:a i Groβer Sachsenpreis 1914 2:a i Paris–Nancy 4:a i Bordeaux–Paris |